# Transsylvania Phoenix
Transsylvania Phoenix (també coneguda com a Phoenix a Romania) és una banda de rock romanesa formada l'any 1962 a Timișoara pels guitarristes Nicu Covaci i Kamocsa Béla. El guitarrista Claudiu Rotaru, el vocalista Florin "Moni" Bordeianu i el bateria Ioan "Pilu" Ștefanovici van completar la formació inicial. El grup es va fer famós a Romania a la dècada de 1970 quan va començar a fusionar el seu so rock and roll dels anys 60 amb la música folk tradicional, i així va ser pioner en el subgènere "etno rock".
Després de guanyar popularitat a Romania durant l'anomenada invasió britànica a mitjans dels anys 60, Phoenix se'ls va prohibir actuar i gravar l'any 1970 quan, en el seu últim concert com a membre del grup abans d'emigrar als Estats Units, el vocalista Florin "Moni" Bordeianu. Va fer observacions despectives sobre el règim de Nicolae Ceaușescu i la seva aproximació a la música occidental. El grup esdevindria encara més conegut entre els romanesos el 1977 quan van fugir il·legalment a Alemanya Occidental, exposant-se a riscos com ser arrestats per la Securitate de Ceaușescu. S'ha estimat que han venut més de 2 milions d'àlbums a Romania.

## Història

### Orígens
Phoenix va ser llançat a la cosmopolita ciutat de Timișoara l'any 1962 per un parell de companys d'escola: Nicu Covaci i Béla Kamocsa, sota el nom de Sfinții (Els Sants). En els seus primers anys, juntament amb Florin "Moni" Bordeianu (nascut el 1948), van actuar en concursos escolars i en clubs locals, cobrint èxits de música occidental de The Rolling Stones, The Beatles, The Who, etc., i ràpidament es van convertir en molt popular entre els joves. L'any 1965 les autoritats comunistes van exigir que la banda deixés d'actuar sota el nom de The Saints, per la insinuació religiosa que portava el nom. Obligats a complir, la banda va prendre el nom de Phoenix. Nicu Covaci també va canviar la composició de la banda, cap al 1963, afegint Claudiu Rotaru, Ioan "Pilu" Ștefanovici (nascut el 1946) i Günther "Spitzly" Reininger (nascut el 1950) a la formació.
El 1965 van fer el seu primer gran concert a Bucarest. La seva actuació va portar una col·laboració amb Cornel Chiriac per gravar algunes de les seves cançons. Les primeres cançons que van gravar van ser "Știu că mă iubesti și tu" ("I Know You Love Me Too"), "Dunăre, Dunăre" ("Danubi, Danubi") i "Bun e vinul ghiurghiuliu" ("Good is the Red". vi"). El mateix any també va marcar l'inici de la seva col·laboració amb Victor Suvagau, que va escriure moltes de les seves cançons més famoses, com ara "Vremuri" ("Vells Temps"), "Și totuși ca voi sunt" ("I encara jo jo". Sóc com tu"), "Nebunul cu ochii închiși" ("El boig amb els ulls tancats"), "Floarea stîncilor" ("Flor de muntanya") i "Canarul" ("Canari").
El desembre de 1967 Phoenix va tenir la seva primera sèrie important de concerts a moltes ciutats occidentals, rematada amb dos grans concerts a Timișoara. Després de guanyar uns quants premis en concursos nacionals d'estudiants, celebrats a Iași l'any següent, el 1968 van gravar el seu primer EP, Vremuri, que conté dues cançons originals, Vremuri i Canarul, i dues versions (Lady Madonna - The Beatles i Friday on My Mind - The Easybeats). Un any després seguiria un segon EP, anomenat Floarea stîncilor (La flor de les roques), amb les quatre cançons com a composicions originals. Tots dos àlbums porten un so que recorda l'estil beat popular en aquells dies.
Després van començar a treballar en una obra de teatre rock "Omul 36/80" (L'home 36/80) que va guanyar diversos premis a l'originalitat.
El 1969 Ioan "Pilu" Ștefanovici va ser substituït per Dorel "Baba" Vintilă Zaharia (nascut el 1943). Durant l'any següent, la banda es va fer cada cop més popular, visitant sovint Bucarest i convidant-se a tertúlies sobre música.

### La dècada de 1970
L'any 1970, Moni Bordeianu va emigrar als Estats Units i, durant un breu període, la banda va suspendre la seva activitat, també a causa de la censura total que va seguir a un discurs de protesta pronunciat per Bordeianu en el seu darrer concert. El 1970 va ser el període de blues de la banda. La banda era Nicu Covaci, guitarra, Günther "Spitzly" Reininger, piano i veu, Zoltán Kovács, baix i Liviu Butoi, oboè i flauta. Phoenix va tornar a néixer l'any següent, amb Covaci, Josef Kappl, Mircea Baniciu, Costin Petrescu (substituït el 1974 per Ovidiu Lipan, sobrenomenat "Țăndărică") i Valeriu Sepi.
Però els funcionaris comunistes no estaven gaire còmodes amb la música d'estil occidental que cantaven i els continuaven creant problemes. Així que Phoenix va abandonar el ritme i es va dirigir al folklore romanès, als rituals pagans, als animals místics i a les antigues tradicions. Aquest mateix any, Phoenix va iniciar una col·laboració amb l'Institut d'Etnografia i Folklore i la secció de Folklore de la Universitat de Timișoara en un projecte ambiciós, un poema de rock que combinava instruments de fusta tradicionals amb sons moderns. Durant aquest projecte la banda també va començar a col·laborar amb Valeriu Sepi (nascut el 1947), que finalment es va incorporar a la banda. El primer resultat seria l'LP de 1972 Cei ce ne-au dat nume (Those Who Gave Us a Name), el segon LP gravat a Romania per una banda romanesa. Dos anys més tard, Mugur de fluier (flauta Bud) seguit.
El 1973 Phoenix va representar Romania al festival "Golden Harp" a Bratislava (Eslovàquia), i després al " Disc festival " a Sopot (Polònia). A més, volien gravar una nova òpera rock, anomenada "Meșterul Manole", però els funcionaris comunistes ho van censurar tot, en "perdre" l'únic llibre amb esbossos de vestuari i lletres que els van donar per aprovació oficial. El resultat va ser només un EP amb un extracte de l'òpera, Meșterul Manole, uvertură (Mestre Manole, obertura) i dues cançons més antigues, Mamă, Mamă (Mare, mare) i Te întreb pe tine, soare... (T'ho pregunto, sol...).
El dilluns 19 de novembre de 1973, Phoenix va fer un concert a Bucarest, presentant els seus nous èxits "Andrii Popa", "Pavel Cneazul", "Mica Țiganiadă" i "Strunga" que van compondre el nou disc "Mugur de fluier". Les noves cançons encara estaven influenciades pel folklore però tenien un nou estil. Aquest estil va ser el resultat de la col·laboració amb els nous compositors Andrei Ujică i Șerban Foarță. A partir d'aquelles noves cançons, Nicu Covaci va crear un nou espectacle "Introducere la un concert despre muzica veche la români" ("Introducció a un concert sobre música romanesa antiga") en el qual va introduir violins, flautes, percussió arcaica i altres instruments tradicionals. L'espectacle no es va acabar mai gràcies a una nova col·laboració amb "Cenacul Flacăra". Aquest període es considera el cim de Phoenix.
Cada hivern els membres de la banda es retiraven a Mount Semenic i planejaven les seves properes cançons. Aquell hivern es va crear l'espectacle "Zoosophia", títol que després canviaria per "Cantafabule". L'espectacle va començar "cridant" tots els animals mítics i va continuar dedicant una cançó a cadascun d'ells, acabant amb el Phoenix, símbol de la banda. L'any 1975 va portar un nouvingut a la banda, Ovidiu Lipan "Țăndărică" (nascut el 1953). L'espectacle "Cantafabule" es va presentar per primera vegada a Timișoara el febrer de 1975. El disc es va gravar en poc temps i es va publicar el mateix any amb una falta d'ortografia en el títol: "Cantofabule".
En aquest moment, Phoenix s'havia convertit en força popular, tant per les cançons com per les al·lusions poc velades al règim comunista. Els membres de la banda, especialment Nicu Covaci, van ser cada cop més assetjats per la Securitate. Covaci es va casar amb una holandesa i va abandonar el país el 1976. Va tornar el 1977 i va aportar ajuda per als afectats pel poderós terratrèmol del 4 de març. Després de dos concerts grandiosos a Constanța i Tulcea, Covaci va tornar a marxar del país, aquesta vegada amb tots els membres de la banda (excepte Baniciu) amagats dins dels seus altaveus Marshall: en aquell moment era extremadament difícil obtenir l'autorització per viatjar a l'estranger i el pas il·legal de fronteres era castigat amb presó.

### La dècada de 1980
Després de fugir de la Romania comunista el 1977 a través de Iugoslàvia i després d'arribar finalment a Alemanya Occidental, Phoenix es va dissoldre poc després. Kappl i uns quants membres més (és a dir Erlend Krauser i Ovidiu Lipan) van formar una nova banda anomenada Madhouse i van publicar un àlbum de menys èxit titulat From The East. El 1981, Covaci va cooptar Neumann i Lipan i el baixista anglès Tom Buggie, sota el nom de Transsylvania Phoenix (ja que ja existia una banda anomenada Phoenix) i va llançar un LP anomenat Transsylvania, que conté dues cançons antigues de Phoenix traduïdes a l'anglès per dirigir-se al públic occidental. i cinc de noves. Covaci juntament amb Kappl també van llançar dos EP i un maxi single com Transsylvania-Phoenix.

### Torna

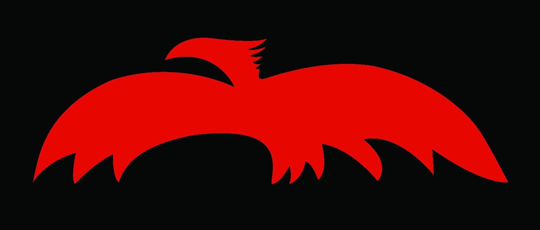
El logotip oficial de la banda (des de 1994) que representa l'ocell mitològic Phoenix va ser creat per Nicolae Covaci.

El 1990, Phoenix va tornar modestament a Romania. Tot i que s'esperava que cantessin la seva primera cançó a la seva ciutat natal Timișoara, la ciutat que va desencadenar la revolució romanesa de 1989 que finalment va provocar la caiguda del règim comunista, el seu primer concert després de 1989 va tenir lloc a Bucarest, la capital. de Romania. Els conflictes interns, sobretot entre Covaci i Baniciu, estaven fent notícia als mitjans.
L'any 2000 es va publicar un nou àlbum d'estudi, el primer àlbum original després del seu intent de retorn el 1990; amb l'excepció de Covaci, la formació no formava cap dels integrants dels anys 70.
L'any 2002, el 40è aniversari de la banda va reunir alguns dels antics membres.
A finals de 2005 la banda va llançar un nou àlbum, anomenat Baba Novak, en la seva clàssica formació d'or.
A partir del 2010, la banda encara actuava en esdeveniments en directe. El 2014 van gravar l'àlbum "Vino, Țepeș!".

## Membres de la banda
Per obtenir més detalls sobre aquest tema, vegeu la llista de membres de la banda de Transsylvania Phoenix:
- Nicu Covaci - guitarra rítmica i solista, cors i cors (1962-present)
- Costin Adam - veu principal (2014-present)
- Dan Albu - guitarra rítmica, cors (2014-present)
- Dzidek Marcinkiewicz - teclats, cors (1983, 1985-1999, 2008-present)
- Marc Alexandru Tinț - guitarra solista (2014-present)
- Volker Vaessen - baix (1992–1993, 1999–2000, 2002–2005, 2008–present)
- Flavius Hosu - bateria (2014-present)

Músics actuals de gira

- Sergiu Corbu Boldor - violí (2014-present)
- Andrei Cerbu - guitarra (2014-present)

## Discografia
- Vremuri (Old Times), 1968, EP
- Floarea stîncilor (The Flower of the Rocks), 1969, EP
- Cei ce ne-au dat nume (Those Who Gave Us a Name), 1972, LP (re-edited on CD in 1999)
- Meșterul Manole, 1973, EP
- Mugur de fluier (Flute Bud), 1974, LP (re-edited on CD in 1999)
- Cantofabule (Fablesongs), 1975, 2LP
- Transsylvania, 1981, LP
- Ballade For You/The Lark, 1987, single
- Tuareg/Mr. G's Promises, 1988, single
- Tuareg, 1988, maxi-single
- Ciocîrlia/Perestroika (The Lark/Perestroika), 1990, single
- Remember Phoenix, 1991, LP
- SymPhoenix/Timișoara, 1992, CD/MC/2LP
- Evergreens, 1993, CD/MC
- Cantafabule - Bestiar, 1996, CD
- Anniversare 35 (35th Anniversary), 1997, CD/MC
- Vremuri, anii '60... (Old Times, The 60s), 1998, CD/MC
- În umbra marelui urs (2000)
- Baba Novak, 2005
- Back to the Future, 2008
- Vino, Țepeș!, 2014